# La Madone du pavillon
La Madone du pavillon (en italien : Madonna del padiglione) est une peinture religieuse de Sandro Botticelli, un tondo de 65 cm datant de 1493 environ, conservé à la  Pinacothèque Ambrosienne à Milan.

## Histoire
L'œuvre fait partie de la production « mature » de Botticelli. Son nom provient du baldaquin qui surmonte la composition sacrée et a été signalée pour la première fois dans l'inventaire de la collection ambrosienne de 1837 en tant que donation de la marquise Fiorenza Talenti, une noble dame milanaise bienfaitrice du Collegio Oblati de Rho, décédée en 1813.
Il s'agit probablement d'un don testamentaire ou proche de la mort de la donatrice car le tableau ne figure pas dans l'inventaire de 1798.
L'œuvre est peut-être le « picciol tondo » cité par Giorgio Vasari dans Le Vite qui était présent dans la chambre du Prieur du monastère Santa Maria degli Angeli de Florence.
La datation se base sur des considérations stylistiques et par analogie avec le Retable de San Marco (1488-1490 environ) ainsi que les illustrations de la Divine Comédie commentée par Cristoforo Landino (années 1490).
Une restauration récente a permis de redonner à la peinture les tons lumineux et transparents permettant d'apprécier pleinement le raffinement pictural proche de l'enluminure.

## Thème
L'œuvre reprend un des thèmes de l'iconographie chrétienne, celui de la Vierge Marie représentée avec l'Enfant Jésus entourés de trois d'anges.

## Description
La composition représente la Vierge agenouillée tenant de sa main gauche un livre fermé faisant face à l'Enfant soutenu sur ses pieds par un ange ;  de sa main droite tendu vers l'Enfant dans un geste maternel, elle lui  offre son sein dévoilé près de sa main gauche. La scène se déroule sous un baldaquin dont deux anges disposés symétriquement écartent les voilages encadrant la scène et ouvrant sur un parapet au-delà duquel on voit dans le lointain un paysage constitué de douces collines d'inspiration léonardesque se confondant au ciel dans le lointain (perspective atmosphérique).
Un livre ouvert est situé dans l'axe même des mains de L'Enfant et de sa mère se rejoignant vers le milieu de la composition.

## Analyse
Le symboles mariaux sont nombreux : le vase mystique disposé en bas au premier plan, l'hortus conclusus (le jardin clos), le livre, les fleurs blanches symboles de pureté ainsi que les fruits rouges de la guirlande au sommet du baldaquin préfigurant le sang de la Passion.
La physionomie de l'Enfant est typique de Botticelli avec des formes arrondies et une expression de légère mélancolie. La figure de Marie est allongée et souple dans sa conception, bien plus que dans les œuvres de Fra Filippo Lippi, autre modèle du jeune peintre qui s'en est inspiré pour produire le délicat visage ovale de Marie, à la recherche de la beauté idéale.
Le maître prend un soin extrême pour rendre les plis réguliers des vêtements et la transparence des voiles.
La subtile mélancolie de l'ensemble et le mouvement dynamique donné par la mouvement des anges sont typiques du maître. La couleur des tentures amplifie le contraste et met en évidence les personnages.
Certaines conventions, comme les dimensions réduites des anges par rapport à celui de la Vierge, renvoient aux archaïsmes de la représentation médiévale.

## Autrestondide la Madone chez Botticelli
- Madonna della melagrana (1487), de 143,5 cm de diamètre, conservée à la Galerie des Offices de Florence.
- La Vierge à l'Enfant avec le petit saint Jean (1490/1500), de 74 cm de diamètre, conservée au Musée d'Art de São Paulo.
- La Madone du Magnificat (1481), 118 cm de diamètre, conservée à la Galerie des Offices de Florence.

## Sources
- (it) Cet article est partiellement ou en totalité issu de l’article de Wikipédia en italien intitulé « Madonna del Padiglione » (voir la liste des auteurs).